# Jastrun zapoznany
Jastrun zapoznany (Leucanthemum ircutianum DC.) – gatunek rośliny z rodziny astrowatych. Obszar jego występowania obejmuje dużą część Europy (na zachodzie po Hiszpanię, Francję, Wielką Brytanię i Norwegię) oraz Kazachstan. W Polsce jest rozpowszechniony w dużej części kraju. W szerokim ujęciu gatunku jastrun właściwy L. vulgare włączany do niego w randze podgatunku.

## Morfologia
PokrójRoślina zielna o łodydze zwykle owłosionej i nierozgałęzionej, osiągającej do 70 cm wysokości lub mocno rozgałęzionej, ale tylko w górnej części, i osiągającej do 90 cm (takie rośliny opisywane są jako var. praestans Briq. et Cav.).
LiścieRozmieszczone wzdłuż łodygi do co najmniej 3/4 jej wysokości. Liście dolne, w tym odziomkowe, o łopatkowatym lub odwrotnie jajowatym kształcie, ogonkowe. Liście łodygowe podługowate, siedzące, niezbyt wyraźnie uszkowate, słabo zwężone w nasadzie, z dolnymi ząbkami szerszymi niż dłuższymi (nie są klapowane lub pierzastodzielne).
KwiatyZebrane w powstające pojedynczo na szczycie łodyg koszyczki o średnicy do 5 cm. Okrywa płasko półkulista, z listkami wąsko obrzeżonymi, ułożonymi dachówkowato. Kwiaty języczkowate białe, a rurkowate złocistożółte.
OwoceJednonasienne niełupki o długości ok. 2 mm, bez rąbka kielichowego lub ze szczątkowym rąbkiem w owocach powstających z kwiatów brzeżnych (rzadko rąbek wyraźnie wykształcony).

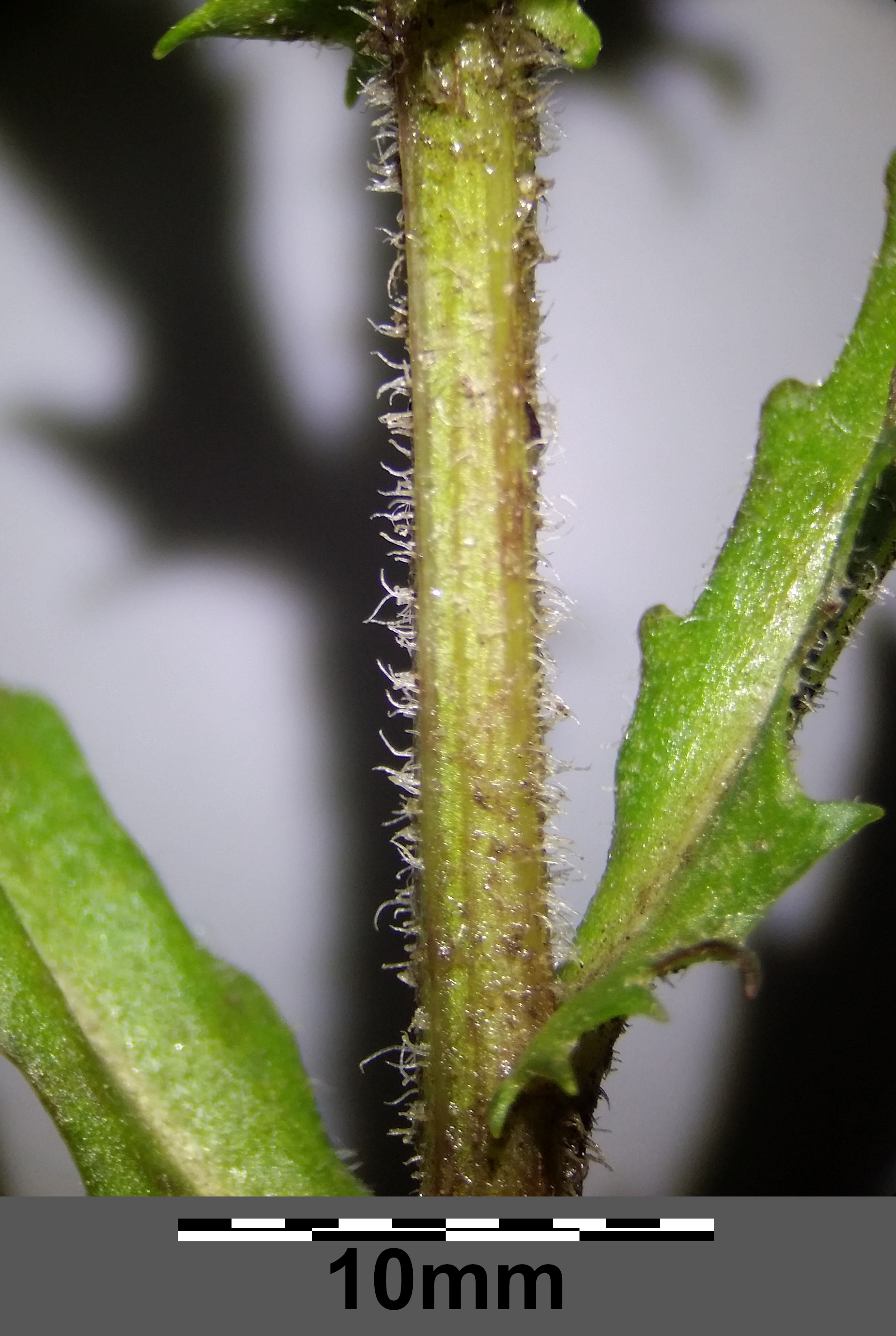
Owłosiona łodyga
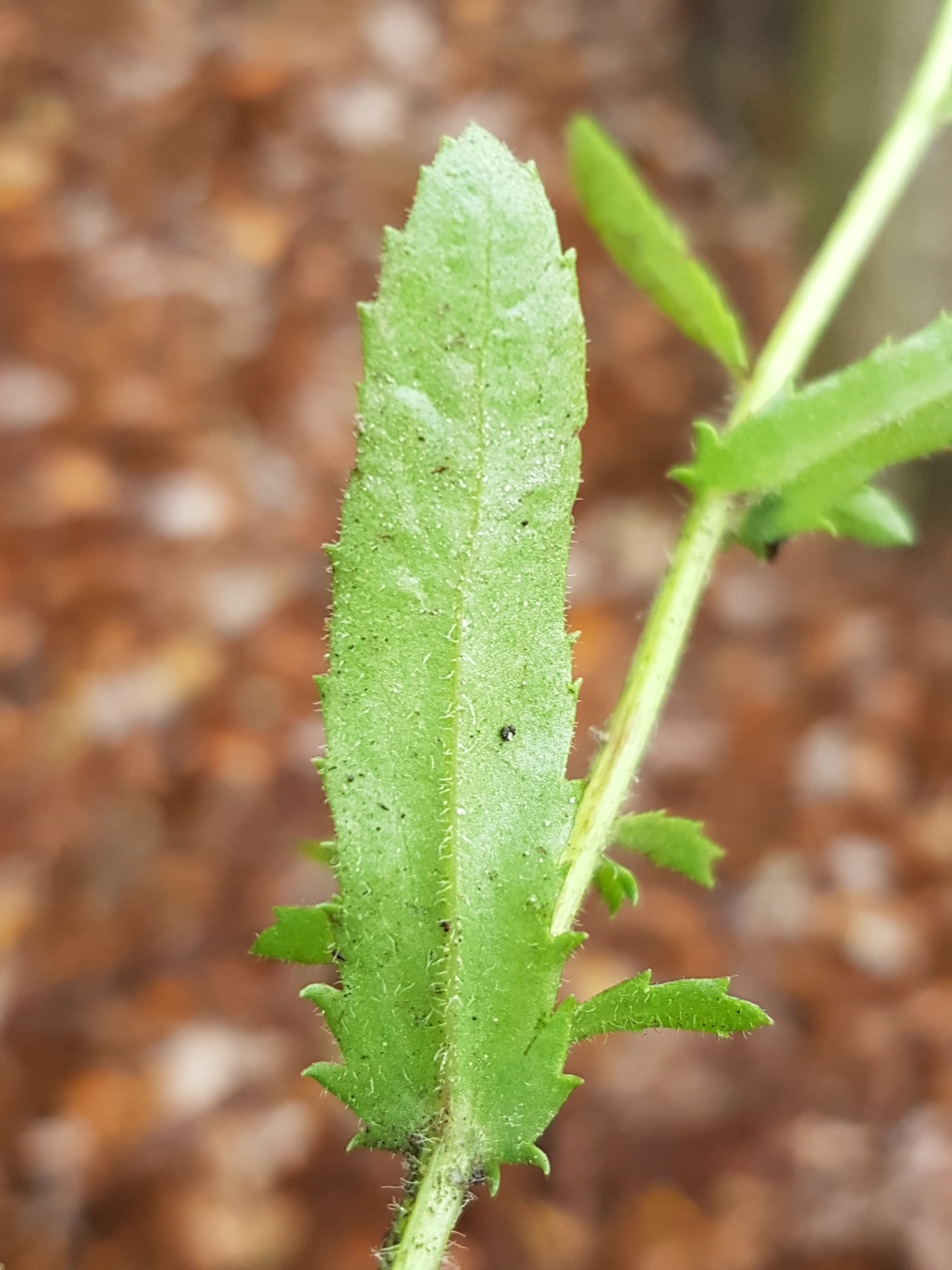
Liść łodygowy
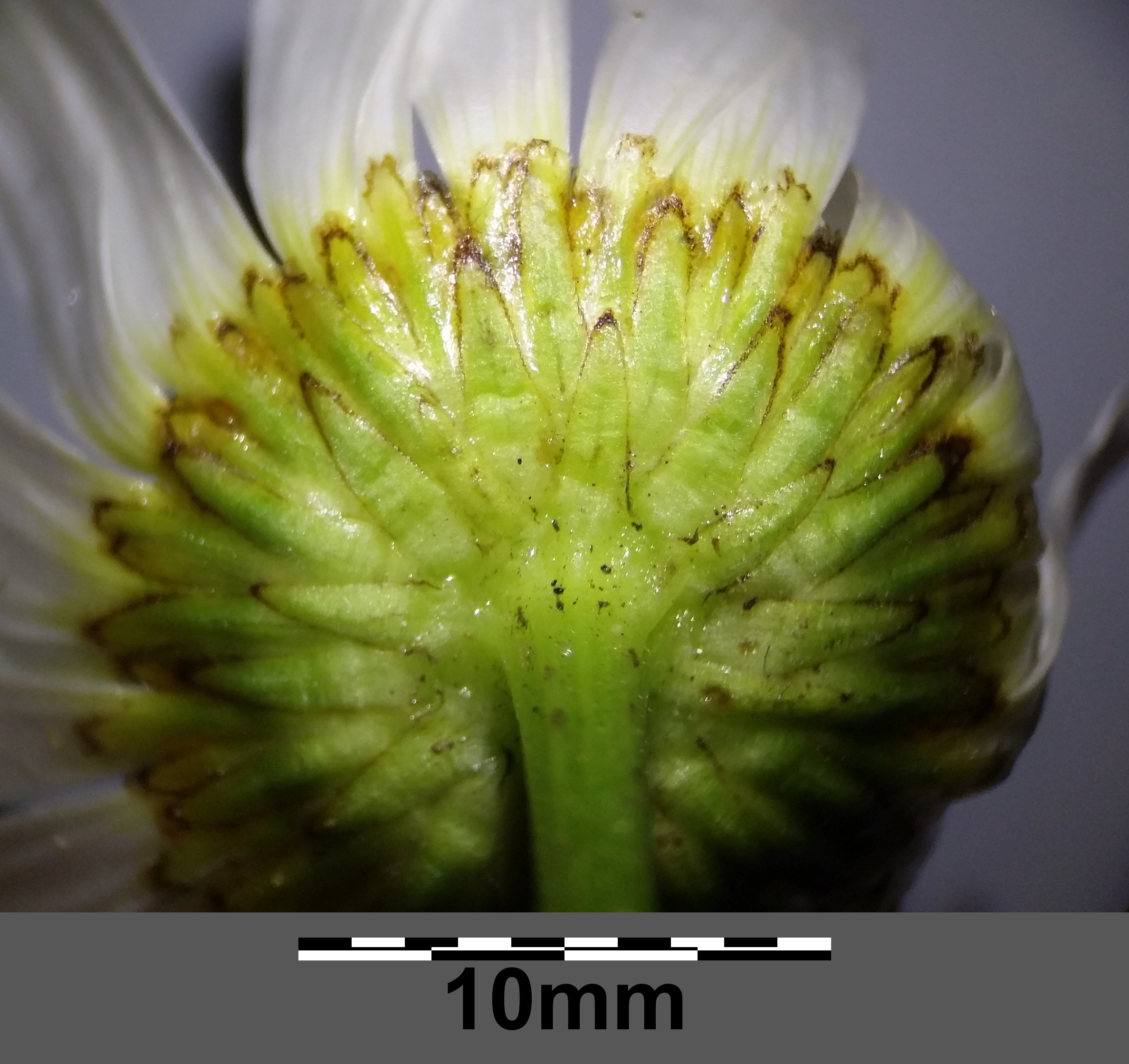
Okrywa koszyczka
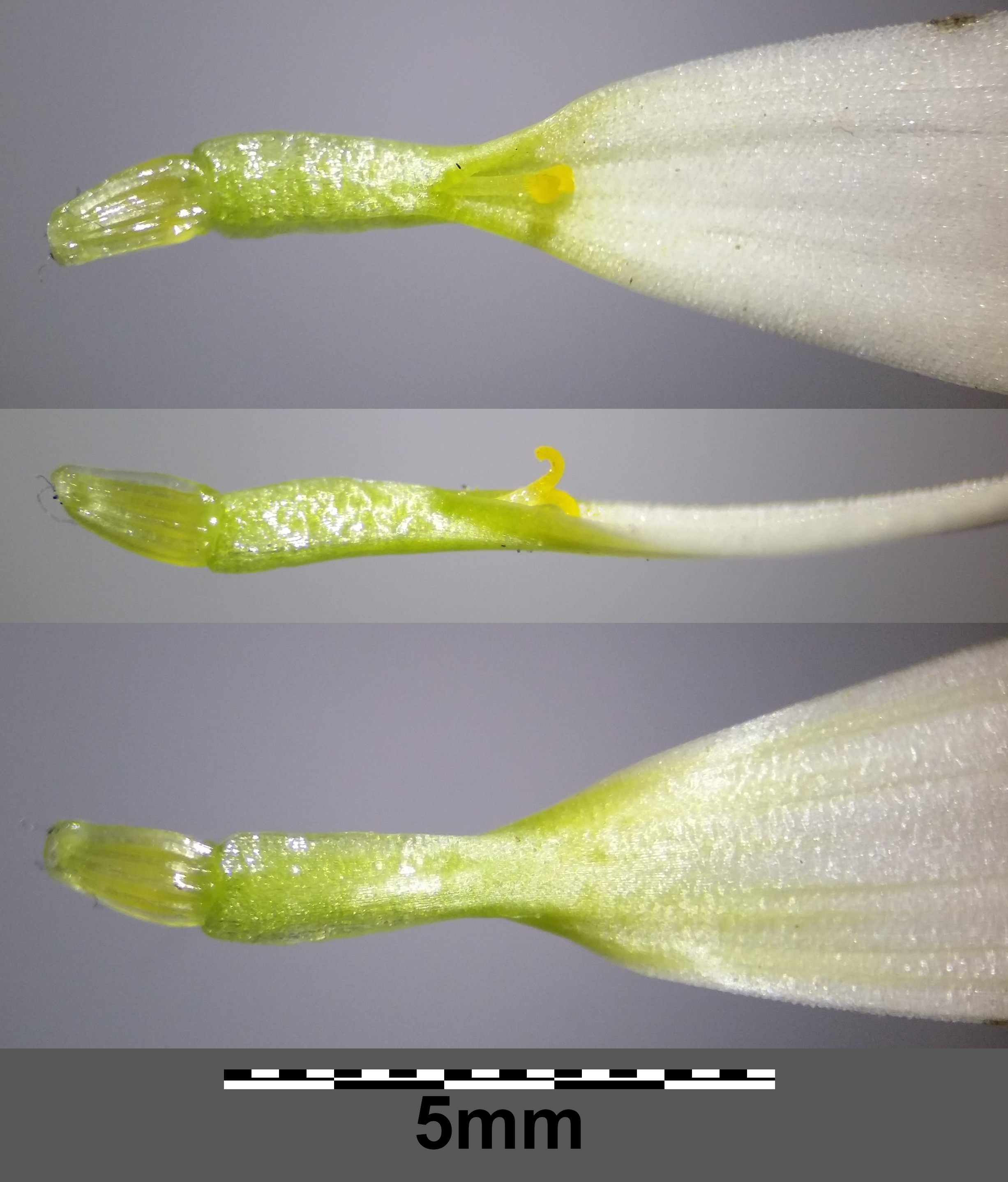
Kwiat języczkowy
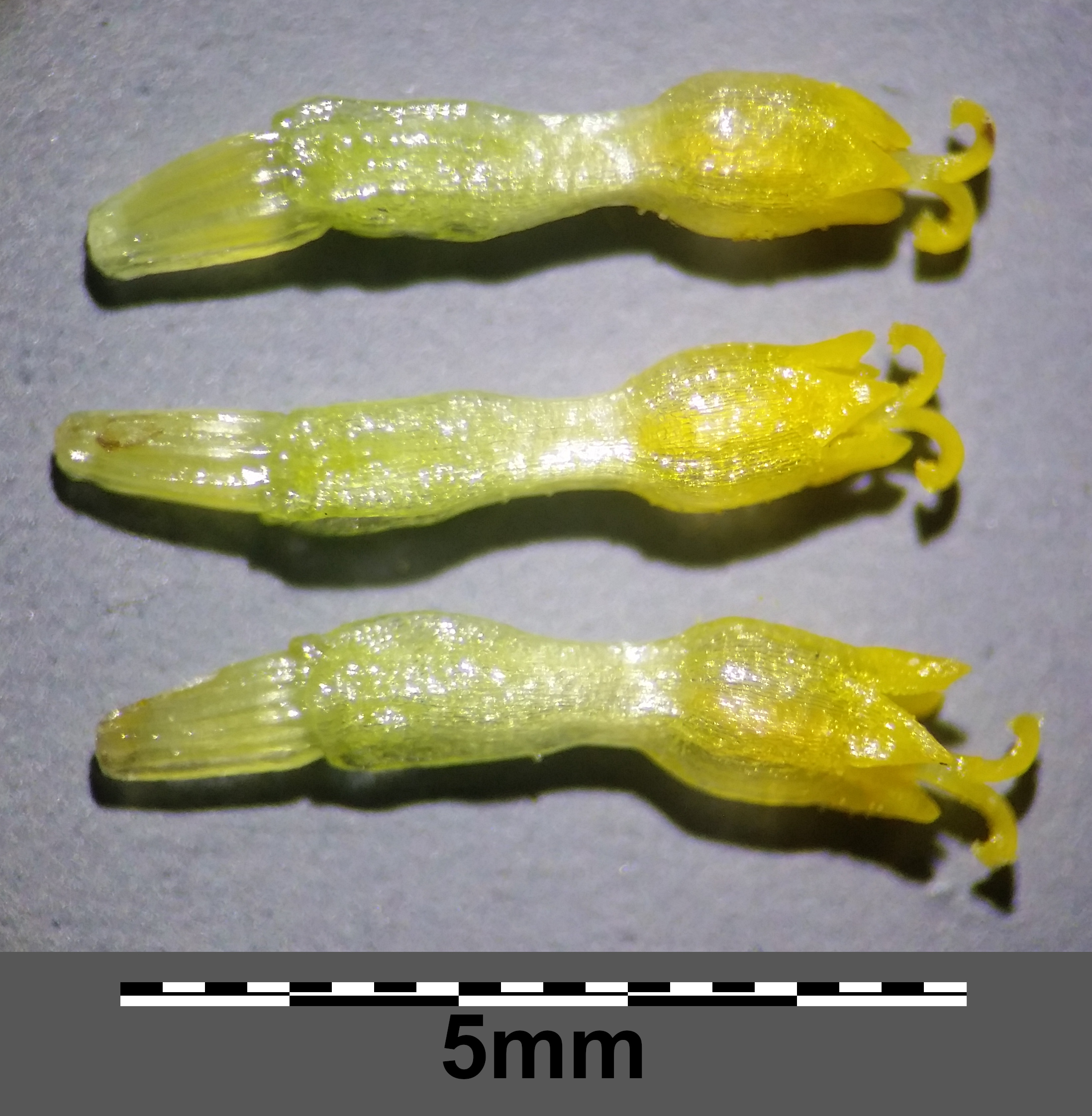
Kwiat rurkowy

Gatunek podobnyWąsko ujmowany jastrun właściwy L. vulgare ma łodygi zwykle nagie, mocno rozgałęzione u nasady, liście łodygowe silniej zwężone u nasady, bardziej uszkowate, z dolnymi klapami dłuższymi niż węższymi.

## Biologia i ekologia
Bylina, hemikryptofit. Kwitnie od czerwca do października. 

## Mieszańce
Rośliny tego gatunku krzyżują się z jastrunem okrągłolistnym (L. rotundifolium) i jastrunem alpejskim (L. gaudinii), w tym tworząc potrójne hybrydy.